# فرودگاه منزلینسک
فرودگاه منزلینسک (به روسی: Мензелинск) فرودگاهی عمومی واقع در منزلینسک در کشور روسیه است.